# Noailhac (Aveyron)
Pour les articles homonymes, voir Noailhac.
Noailhac est une ancienne commune française située dans le département de l'Aveyron, en région Occitanie, devenue, le 1er janvier 2016, une commune déléguée de la commune nouvelle de Conques-en-Rouergue.

## Géographie

### Communes limitrophes
Les communes limitrophes sont  Almont-les-Junies, Conques, Firmi, Grand-Vabre et Saint-Cyprien-sur-Dourdou.

### Site
La commune de Noailhac est située au nord-ouest du département de l'Aveyron. Elle fait partie du canton de Conques. Le village est accessible par la D 502 en provenance de Firmi ou Saint-Cyprien-sur-Dourdou, la D 580 en provenance de Decazeville et la D 606 en provenance de Grand-Vabre.

## Toponymie
L’origine du nom « Noailhac » est le latin novalis « nouveau » désignant une « terre nouvellement défrichée ». La dérivation en -acum indique un lieu.
Aujourd’hui encore, l’implantation de l’activité agricole reste fondamentale pour la commune qui compte une vingtaine d’exploitations : polyculture, pâturages, vigne, élevage bovins, ovins, caprins et porcins.

## Politique et administration
| Période | Période | Identité       | Étiquette      | Qualité                |
| ------- | ------- | -------------- | -------------- | ---------------------- |
| 1960    | 1995    | Raymond Cabrol | Sans étiquette | Agriculteur / Retraité |
| 1995    | 2001    | Alban Roualdès | Sans étiquette | Retraité               |
| 2001    | 2008    | Michel Falip   | Sans étiquette | Agriculteur            |
| 2008    | 2016    | Abel Bonnefous | Sans étiquette | Agriculteur / Retraité |

Il n'y a plus de maire à partir de 2016 puisque la ville fait désormais partie de Conques en Rouergue.

## Démographie
L'évolution du nombre d'habitants est connue à travers les recensements de la population effectués dans la commune depuis 1793. À partir du 1er janvier 2009, les populations légales des communes sont publiées annuellement dans le cadre d'un recensement qui repose désormais sur une collecte d'information annuelle, concernant successivement tous les territoires communaux au cours d'une période de cinq ans. 
Pour les communes de moins de 10 000 habitants, une enquête de recensement portant sur toute la population est réalisée tous les cinq ans, les populations légales des années intermédiaires étant quant à elles estimées par interpolation ou extrapolation. Pour la commune, le premier recensement exhaustif entrant dans le cadre du nouveau dispositif a été réalisé en 2007,.
En 2013, la commune comptait 167 habitants, en évolution de −5,65 % par rapport à 2008 (Aveyron : +0,58 %, France hors Mayotte : +2,49 %).
| 1793 | 1800 | 1836 | 1841 | 1846 | 1851 | 1856 | 1861 | 1866 |
| ---- | ---- | ---- | ---- | ---- | ---- | ---- | ---- | ---- |
| 641  | 532  | 774  | 744  | 727  | 715  | 700  | 680  | 683  |

| 1872 | 1876 | 1881 | 1886 | 1891 | 1896 | 1901 | 1906 | 1911 |
| ---- | ---- | ---- | ---- | ---- | ---- | ---- | ---- | ---- |
| 644  | 658  | 643  | 625  | 562  | 546  | 531  | 534  | 468  |

| 1921 | 1926 | 1931 | 1936 | 1946 | 1954 | 1962 | 1968 | 1975 |
| ---- | ---- | ---- | ---- | ---- | ---- | ---- | ---- | ---- |
| 406  | 386  | 413  | 403  | 375  | 333  | 317  | 286  | 234  |

| 1982 | 1990 | 1999 | 2007 | 2012 | 2013 | - | - | - |
| ---- | ---- | ---- | ---- | ---- | ---- | - | - | - |
| 231  | 195  | 193  | 181  | 169  | 167  | - | - | - |

## Galerie

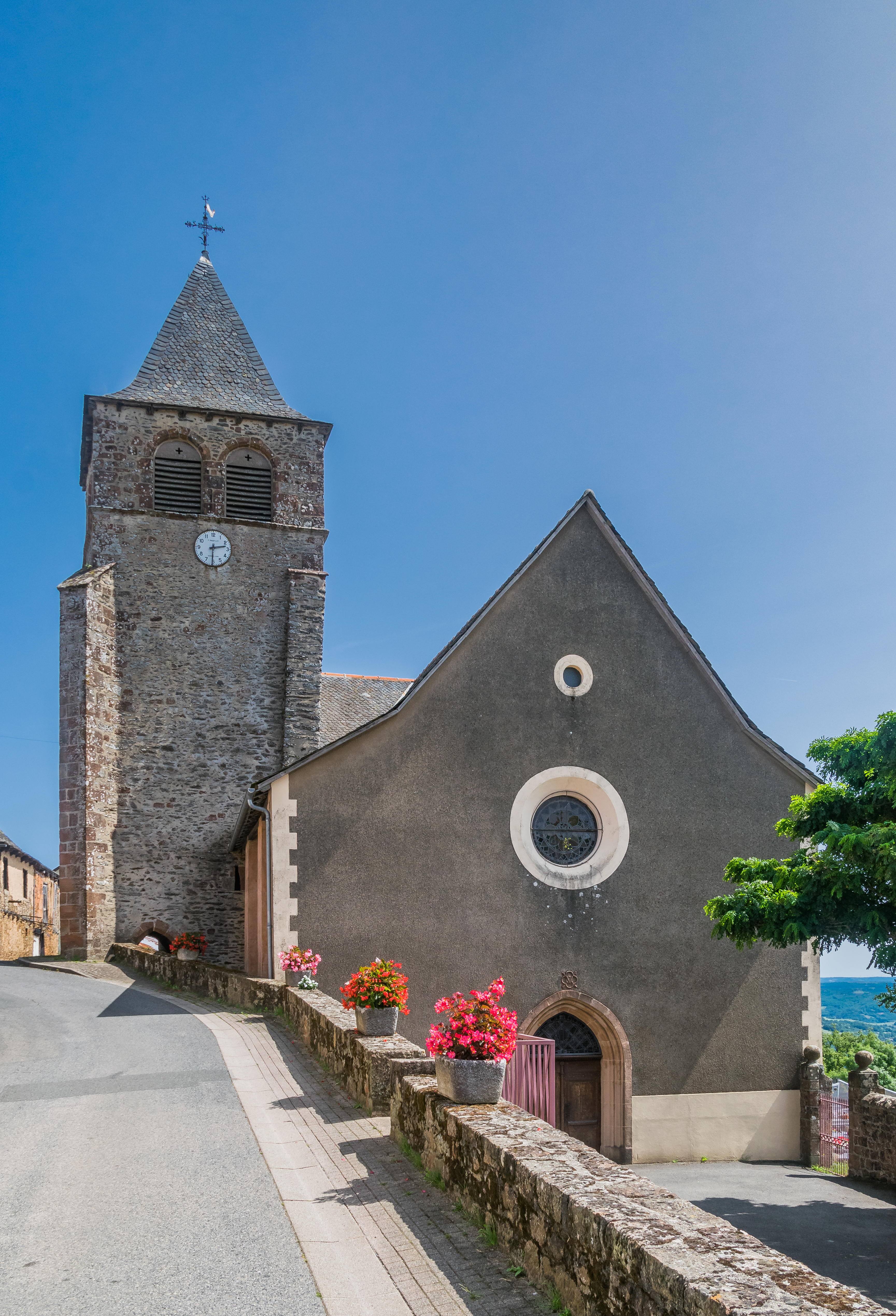
Église Saint Jean-Baptiste de Noailhac, Aveyron
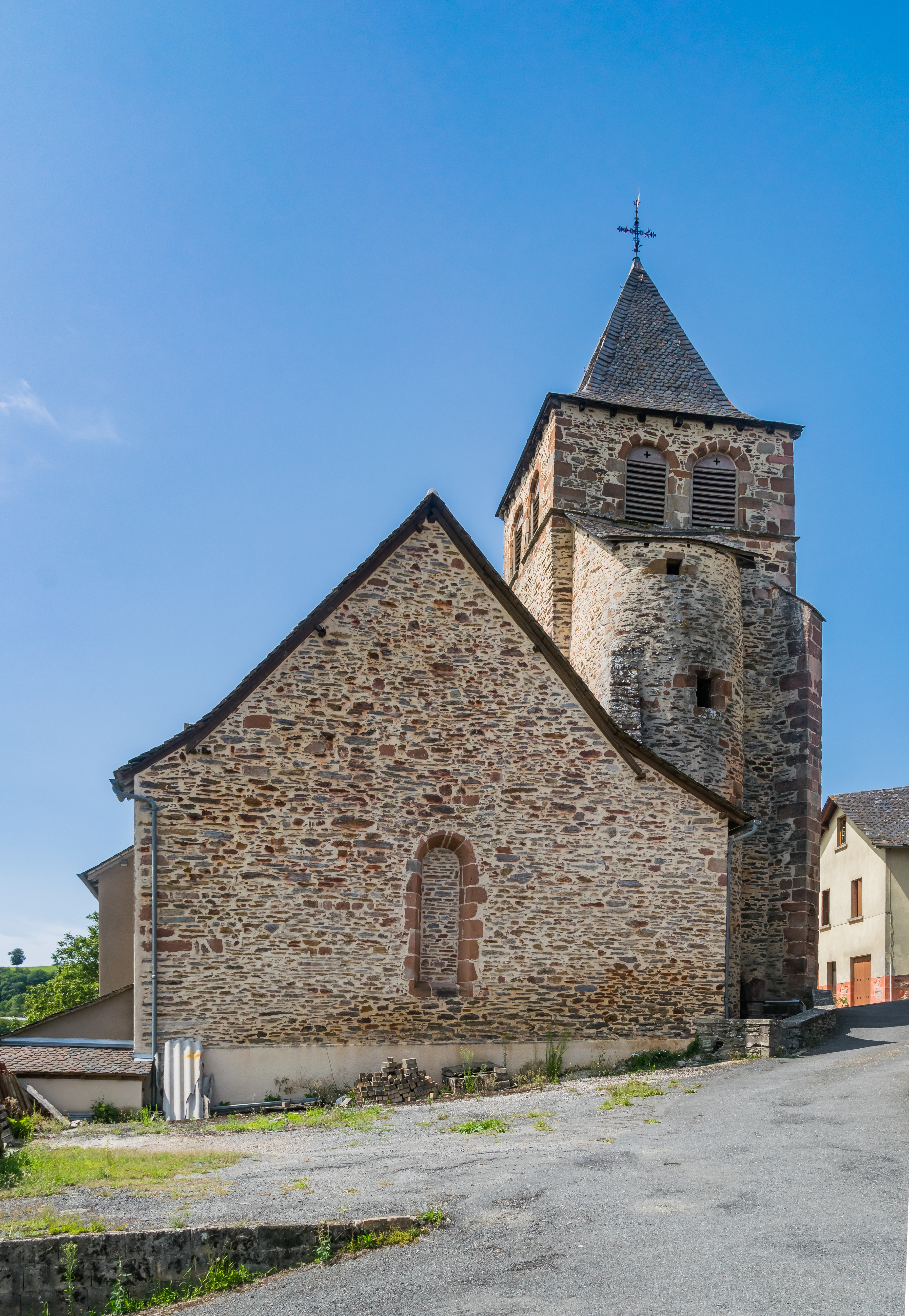
Église Saint Jean-Baptiste de Noailhac, Aveyron
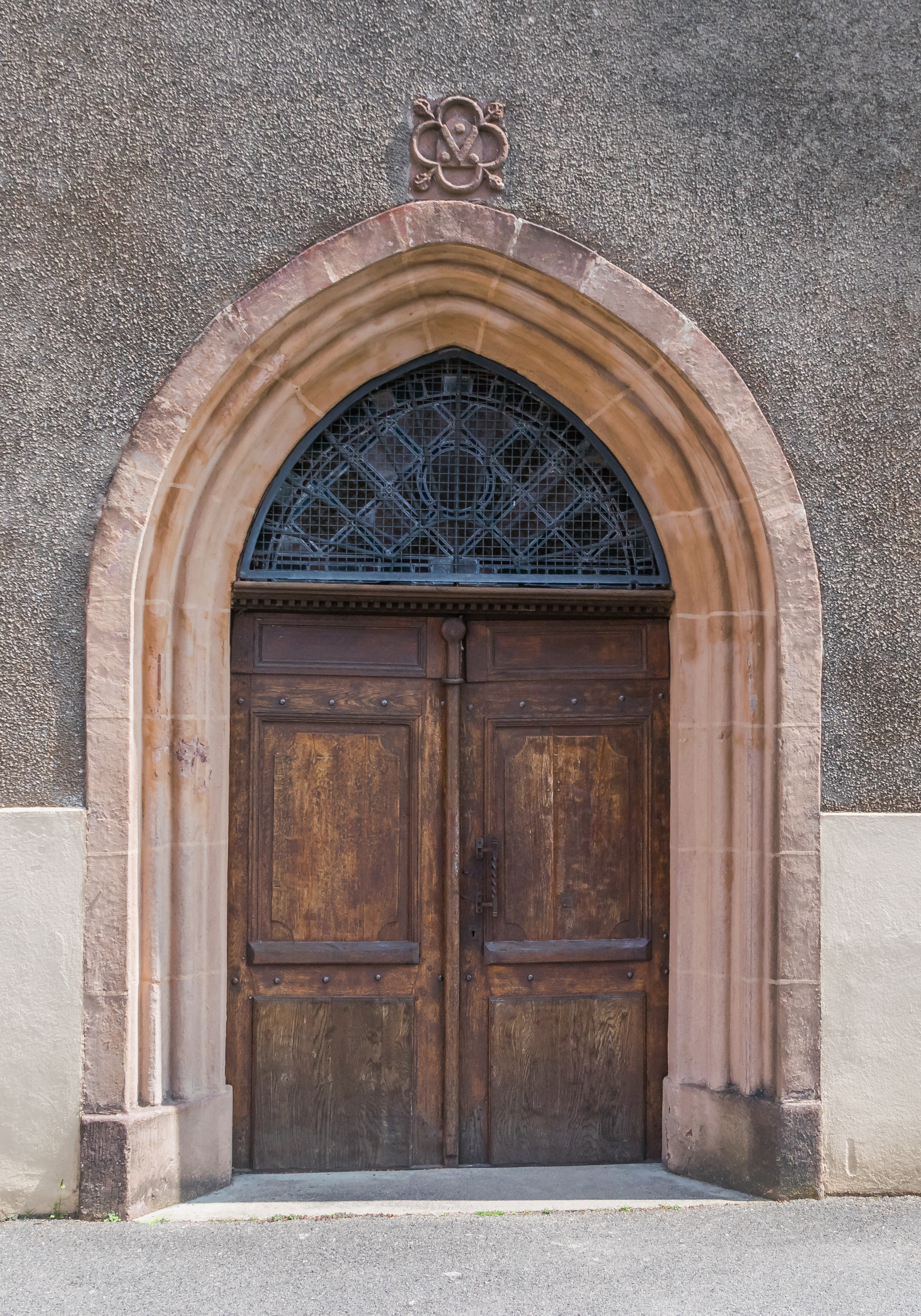
Église Saint Jean-Baptiste de Noailhac, Aveyron, porte en bois
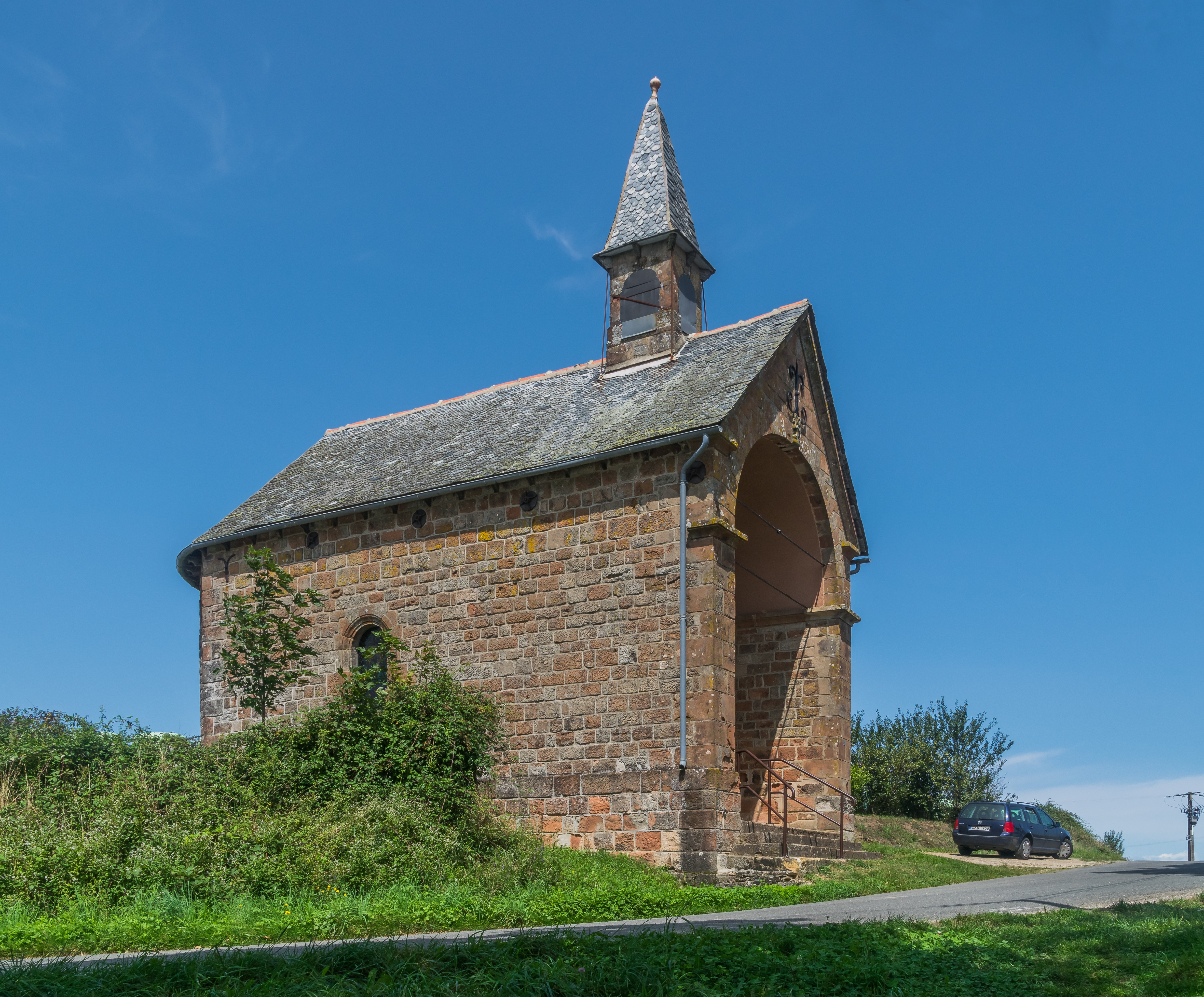
Chapelle Saint-Roch de Noailhac
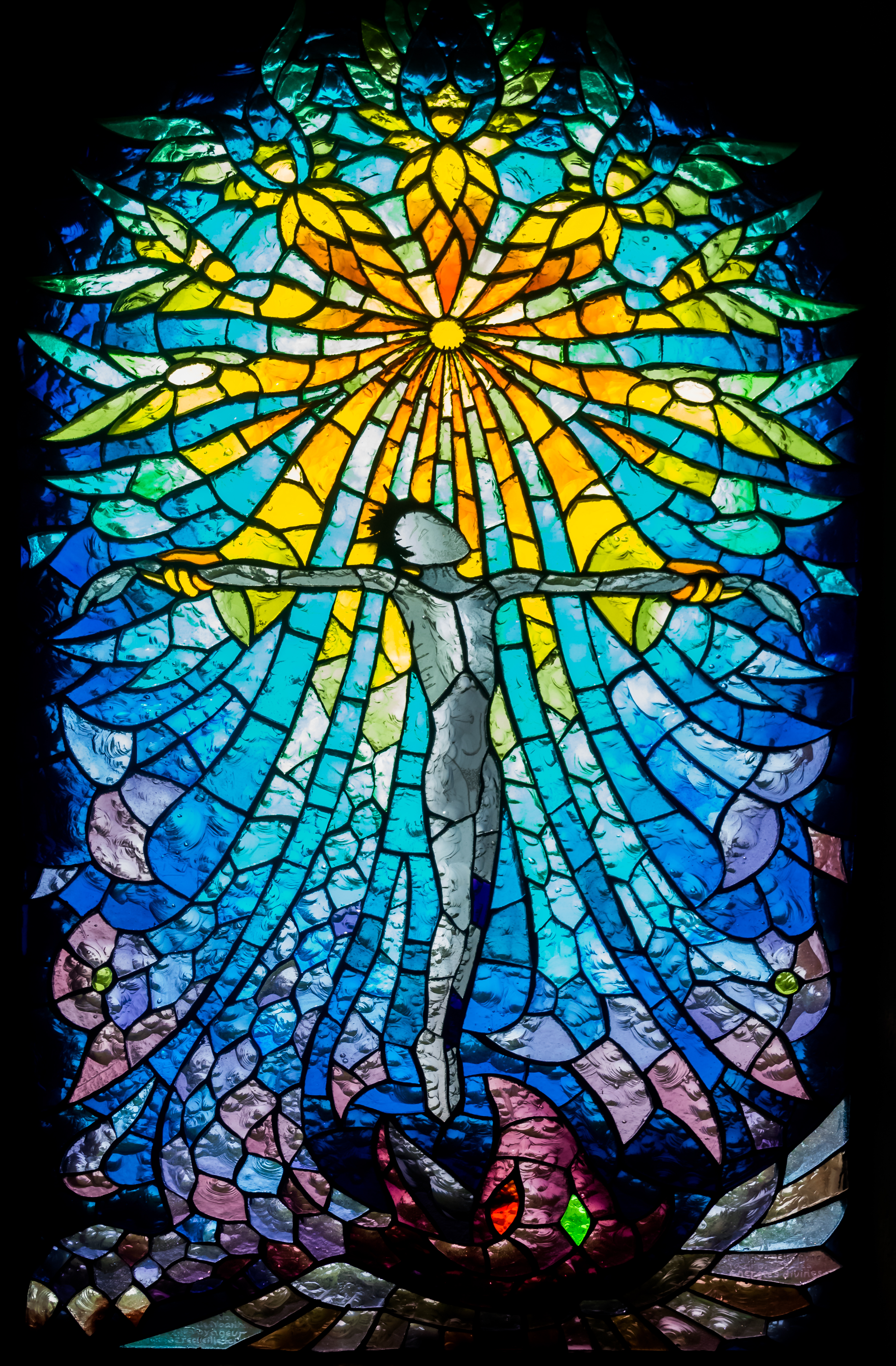
Vitrail
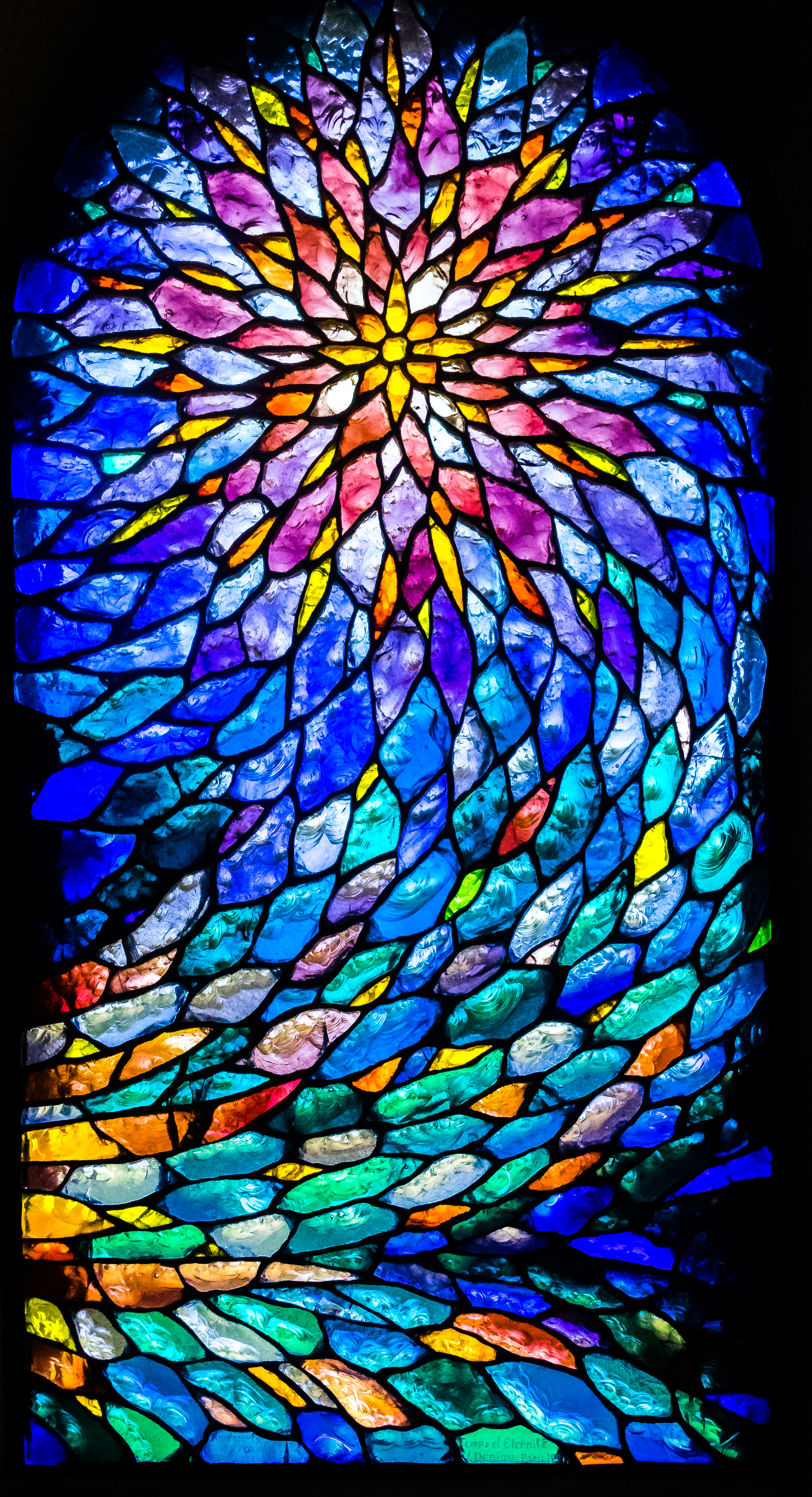
Vitrail

### Lieux et monuments
- Église Saint Jean-Baptiste de Noailhac.

- la Chapelle Saint Roch, en dehors de la ville, mais sur le chemin de Compostelle, que l'on représente toujours en pèlerin avec le bourdon et les coquilles, fut particulièrement invoqué au moment des épidémies de peste et, vers le XVe siècle, il prit la place de saint Jacques dans de nombreuses églises et chapelles autrefois dédiées à l'apôtre de l'Espagne.

### Le Pèlerinage de Compostelle
Sur la Via Podiensis du Pèlerinage de Saint-Jacques-de-Compostelle. On vient de Conques, la prochaine commune est Decazeville. Cette ville créée au XIXe siècle portait bien sûr un autre nom du temps d'Aimery Picaud et son Guide du Pèlerin.

### Manifestations culturelles et festivités
Le village est animé par le comité des fêtes Noailhac Animations et le club des ainés D'ol Pargadou. La traditionnelle foire vide-grenier a lieu le lundi de pentecôte et la fête votive la semaine du 24 juin (St Jean-Baptiste).

### Sports
Le club de football de la Méridienne d'Olt F.C a été créé en 2017. Il est composé de 4 équipes qui évoluent sur les stades de Almont-les-Junies, Flagnac, Grand-Vabre, Port d'Agrès et Noailhac.
Historique: En 1999, l'Association Sportive de Noailhac Aveyron (créée en 1981) se regroupe avec le Football Club de Grand-Vabre pour créer l'Entente Grand-Vabre Noailhac. En 2003, cette entente s'associe avec l'Union Sportive Almont pour devenir la Méridienne Football Club jusqu'en 2017 et la fusion avec l'Association Sportive Port d'agrès saint Parthem qui donne naissance au club de la Méridienne d'Olt F.C.